# اعداد فرما
عدد فرما عدد صحیح و مثبتی است به صورت {\displaystyle F_{n}=2^{2^{n}}+1} که در آن {\displaystyle n} عددی صحیح و غیر منفی است.
اگر چنین عددی اول هم باشد آن را «عدد اول فرما» می نامند.
پس از اثبات این اعداد توسط پیر دو فرما، آن را بنام وی نام‌گذاری کرده‌اند.
اگر {\displaystyle 2^{m}+1} اول باشد، می‌توان نشان داد {\displaystyle m=2^{n}}.
اثبات (با عکس نقیض): فرض کنید {\displaystyle m} توانی از ۲ نباشد، بنابراین {\displaystyle m} دارای یک شمارنده فرد مانند {\displaystyle 2k+1} (بزرگ‌تر از یک) است. بنابراین:
{\displaystyle m=(2k+1)r}
حال خواهیم داشت که {\displaystyle 2^{m}+1} با استفاده از اتحاد دارای تجزیهٔ غیر بدیهی می‌شود. که این خلاف اول بودن این عدد است، پس این عدد به صورت {\displaystyle 2^{2^{n}}} است. بنابراین هر عدد اولی که به صورت {\displaystyle 2^{m}+1} باشد، عدد فرما است.
فرما که اغلب حدس‌هایش برای ریاضیدانان در خور توجه و قابل اعتماد بود مشاهده کرد که با گذاشتن چند عدد ۰ و ۱ و ۲ و ۳ و ۴ به جای {\displaystyle n} در فرمول بالا {\displaystyle F} اول است.
در سال ۱۷۳۲ لئونارد اویلر نشان داد که {\displaystyle F(5)} مرکب است. تاکنون فقط به ازای {\displaystyle n=0,...,4} عدد اول فرما یافت شده‌است.